# Tàu điện ngầm Daegu tuyến 1
Tàu điện ngầm Daegu tuyến 1 là tuyến vận chuyển nhanh của thành phố Daegu, Hàn Quốc. Nó được vận hành bởi Tổng công ty đường sắt cao tốc đô thị Daegu. Màu của tuyến là ●màu đỏ sẫm.
Tuyến đầu tiên bắt đầu chạy từ Jincheon đến Jungangno vào 26 tháng 11 năm 1997. Đoạn từ Jungnangno đến Ansim đã được mở ngay sau đó, vào 2 tháng 5 năm 1998. Phần cuối phía Tây của tuyến được mở rộng từ Jincheon đến Daegok, đạt đến chiều dài hiện tại vào 10 tháng 5 năm 2002. Tuy nhiên, dịch vụ trên toàn bộ tuyến đã bị ngừng lại trong vài tháng trong năm 2003 sau vụ hỏa hoạn tàu điện ngầm Daegu.
Tổng độ dài 25.9 kilomet của tuyến 1 nằm hoàn toàn bên trong thành phố đô thị Daegu, mặc dù đã có đề xuất mở rộng nó sang thành phố lân cận Gyeongsan. Tính đến  năm 2011, tàu chạy 312 lượt mỗi ngày suốt tuần, và 288 lượt vào cuối tuần và ngày nghỉ. Nó mất khoảng 50 phút 30 giây đi từ đầu này sang đầu kia.

## Bản đồ tuyến
|  |

|  |

|  |  |  |  |  |

|  |

|  |  |  |  |  |

|  |

|  |

|  |

|  |

|  |

|  |  |  |  |  |

|  |

|  |

|  |

|  |

|  |

|  |

|  |  |  |  |  |

|  |  |  |

|  |  |  |

|  |  |  |  |  |

|  |

|  |  |  |  |  |

|  |  |  |

|  |  |  |

|  |  |  |

|  |  |  |  |  |

|  |  |  |

|  |  |  |

|  |

|  |

|  |  |  |  |  |

|  |

|  |

|  |

|  |

|  |

|  |

|  |

|  |

|  |

|  |  |  |  |  |

|  |

|  |

|  |

|  |  |  |  |  |

|  |

|  |

|  |

|  |

|  |  |  |  |  |

|  |

|  |  |  |  |  |

|  |

|  |

|  |

|  |

|  |

|  |  |  |  |  |

|  |

|  |

|  |

|  |

|  |

|  |

|  |  |  |  |  |

|  |  |  |

|  |  |  |

|  |  |  |  |  |

|  |

|  |  |  |  |  |

|  |  |  |

|  |  |  |

|  |  |  |

|  |  |  |  |  |

|  |  |  |

|  |  |  |

|  |

|  |

|  |  |  |  |  |

|  |

|  |

|  |

|  |

|  |

|  |

|  |

|  |

|  |

|  |  |  |  |  |

|  |

|  |

|  |

|  |  |  |  |  |

|  |

|  |

## Ga
| Số ga | Tên ga                                                              | Tên ga                                 | Tên ga                        | Chuyển tuyến | Khoảng cách | Tổng khoảng cách | Vị trí | Vị trí       |
| Số ga | Tiếng Anh                                                           | Hangul                                 | Hanja                         | Chuyển tuyến | Khoảng cách | Tổng khoảng cách | Vị trí | Vị trí       |
| ----- | ------------------------------------------------------------------- | -------------------------------------- | ----------------------------- | ------------ | ----------- | ---------------- | ------ | ------------ |
| 116   | Seolhwa–Myeonggok                                                   | 설화명곡                               | 舌化椧谷                      |              | -           | 0.0              | Daegu  | Dalseong-gun |
| 115   | Hwawon                                                              | 화원                                   | 花園                          |              | 1.2         | 1.2              | Daegu  | Dalseong-gun |
| 117   | Daegok (Trung tâm văn phòng chính phủ Daegu)                        | 대곡 (정부대구청사)                    | 大谷 (政府大邱廳舍)           |              | 1.3         | 2.5              | Daegu  | Dalseo-gu    |
| 118   | Jincheon (Bệnh viện Bogang)                                         | 진천 (보강병원)                        | 辰泉                          |              | 1.0         | 3.5              | Daegu  | Dalseo-gu    |
| 119   | Wolbae                                                              | 월배                                   | 月背                          |              | 0.8         | 4.3              | Daegu  | Dalseo-gu    |
| 120   | Sangin (Bệnh viện Cựu chiến binh Daegu)                             | 상인 (대구보훈병원)                    | 上仁                          |              | 0.7         | 5.0              | Daegu  | Dalseo-gu    |
| 121   | Wolchon                                                             | 월촌                                   | 月村                          |              | 0.9         | 5.9              | Daegu  | Dalseo-gu    |
| 122   | Songhyeon (Bệnh viện Chamjo Eun)                                    | 송현 (참조은병원)                      | 松峴                          |              | 1.0         | 6.9              | Daegu  | Dalseo-gu    |
| 123   | Bến xe buýt Seobu (Chợ Gwanmun) (Học viện Công nghệ Daegu)          | 서부정류장 (관문시장) (대구공업대학교) | 西部停留場(關門市場)          |              | 0.8         | 7.7              | Daegu  | Nam-gu       |
| 124   | Daemyeong                                                           | 대명                                   | 大明                          |              | 0.8         | 8.5              | Daegu  | Nam-gu       |
| 125   | Anjirang (Bệnh viện Đại học Công giáo Daegu)                        | 안지랑 (대구가톨릭대학교병원)          | 안지랑 (대구가톨릭대학교병원) |              | 0.8         | 9.3              | Daegu  | Nam-gu       |
| 126   | Hyeonchungno                                                        | 현충로                                 | 顯忠路                        |              | 0.7         | 10.0             | Daegu  | Nam-gu       |
| 127   | Bệnh viện Đại học Yeungnam (Đại học Khoa học và Công nghệ Yeongnam) | 영대병원 (영남이공대학교)              | 嶺大病院                      |              | 0.7         | 10.7             | Daegu  | Nam-gu       |
| 128   | Đại học Giáo dục Quốc gia                                           | 교대                                   | 敎大                          |              | 0.9         | 11.6             | Daegu  | Nam-gu       |
| 129   | Myeongdeok (Hội trường Phong trào Dân chủ 28 tháng 2)               | 명덕 (2·28민주운동기념회관)            | 明德 (2·28民主運動紀念會館)   | (320)        | 0.7         | 12.3             | Daegu  | Jung-gu      |
| 130   | Banwoldang                                                          | 반월당                                 | 半月堂                        | (230)        | 0.8         | 13.1             | Daegu  | Jung-gu      |
| 131   | Jungangno (Học viện công vụ Eduwill)                                | 중앙로 (에듀윌 공무원학원)             | 中央路                        |              | 0.7         | 13.8             | Daegu  | Jung-gu      |
| 132   | Daegu                                                               | 대구                                   | 大邱驛                        |              | 0.7         | 14.5             | Daegu  | Jung-gu      |
| 133   | Chợ Chilseong (Bệnh viện tái thiết MS)                              | 칠성시장 (MS재건병원)                  | 七星市場                      |              | 0.8         | 15.3             | Daegu  | Buk-gu       |
| 134   | Sincheon (Đại học Quốc gia Kyungpook)                               | 신천 (경북대입구)                      | 新川 (慶北大入口)             |              | 1.2         | 16.5             | Daegu  | Buk-gu       |
| 135   | Dongdaegu (Cửa hàng bách hóa Shinsegae)                             | 동대구 (신세계백화점)                  | 東大邱驛                      |              | 0.9         | 17.4             | Daegu  | Dong-gu      |
| 136   | Văn phòng Dong-gu (Keungogae)                                       | 동구청 (큰고개)                        | 東區廳                        |              | 0.9         | 18.3             | Daegu  | Dong-gu      |
| 137   | Ayanggyo (Sân bay quốc tế Daegu)                                    | 아양교 (대구국제공항입구)              | 峨洋橋 (大邱國際空港)         |              | 0.8         | 19.1             | Daegu  | Dong-gu      |
| 138   | Dongchon (Công viên giải trí Dongchon)                              | 동촌 (동촌유원지)                      | 東村 (東村遊園地)             |              | 1.0         | 20.1             | Daegu  | Dong-gu      |
| 139   | Haean                                                               | 해안                                   | 解安                          |              | 1.0         | 21.1             | Daegu  | Dong-gu      |
| 140   | Bangchon                                                            | 방촌                                   | 芳村                          |              | 1.0         | 22.1             | Daegu  | Dong-gu      |
| 141   | Yonggye (Cao đẳng nghề Youngjin)                                    | 용계 (영진직업전문학교)                | 龍溪                          |              | 1.1         | 23.2             | Daegu  | Dong-gu      |
| 142   | Yulha (Phẫu thuật Hangsiwon)                                        | 율하 (항시원외과)                      | 栗下                          |              | 1.2         | 24.4             | Daegu  | Dong-gu      |
| 143   | Singi (Phòng khám nội khoa Shingihan)                               | 신기 (신기한속내과)                    | 新基                          |              | 1.1         | 25.5             | Daegu  | Dong-gu      |
| 144   | Banyawol                                                            | 반야월                                 | 半夜月                        |              | 1.0         | 26.5             | Daegu  | Dong-gu      |
| 145   | Gaksan (Phòng khám Nội khoa Tim mạch Sokan)                         | 각산 (속안심내과의원)                  | 角山                          |              | 1.0         | 27.5             | Daegu  | Dong-gu      |
| 146   | Ansim (Thành phố đổi mới · Tổ hợp y tế công nghệ cao)               | 안심 (혁신도시·첨복단지)               | 安心 (革新都市·尖複團地)      |              | 0.9         | 28.4             | Daegu  | Dong-gu      |

## Liên kết
- Tổng công ty đường sắt cao tốc đô thị Daegu Lưu trữ ngày 8 tháng 3 năm 2014 tại Wayback Machine